# Zero Hora

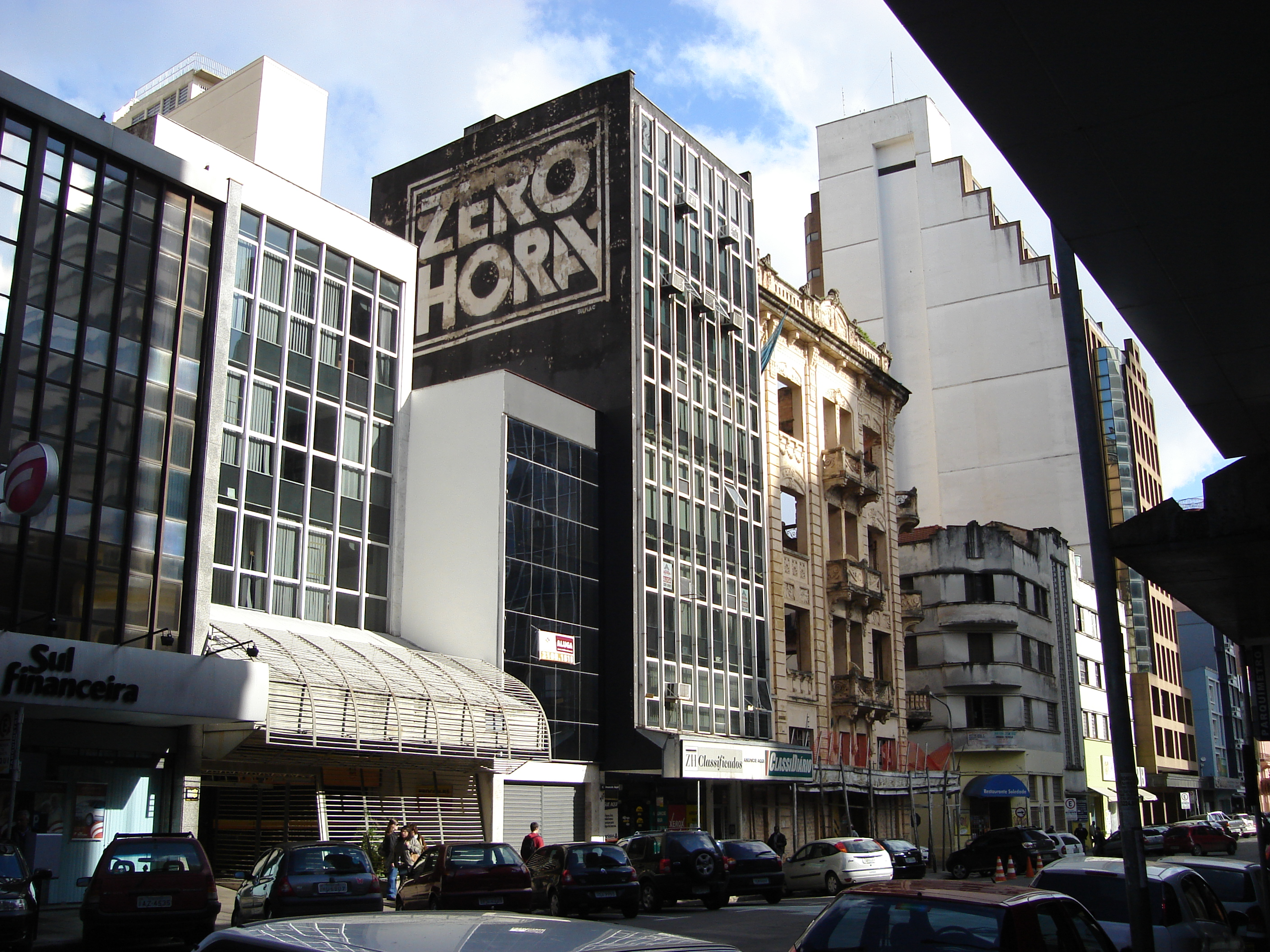
Antigua sede de Zero Hora, en la calle Sete de Setembro (Porto Alegre).

Zero Hora es el periódico de mayor circulación diaria en la región Sur de Brasil. Es editado en Porto Alegre, Río Grande del Sur, por el Grupo RBS. Ocupa la sexta posición nacional en volumen de ventas, seguido por el Diário Gaúcho, propiedad del mismo grupo.

## Historia
Fue fundado el 4 de mayo de 1964 en Porto Alegre, Río Grande del Sur. Su antigua sede se ubicaba en la calle Sete de Setembro, en el centro de Porto Alegre. En 1969 se inauguró la sede de Avenida Ipiranga, en el barrio Azenha. El edificio de Sete de Setembro pasó a ser la sede de ZH Classificados y de Classidiário, periódico de anuncios clasificados del Diário Gaúcho.
A partir del 4 de mayo de 1994 su formato pasó a ser tabloide y en 1996 la edición y la producción pasó a ser totalmente digital. El sitio web, zerohora.com, está activo desde las 4hs del 19 de septiembre de 2007, que presenta noticias actualizadas de acceso gratuito las 24 horas del día todo el año, más la versión impresa del periódico, previo pago.

## Columnistas
Entre los columnistas que colaboraron o aún colaboran con Zero Hora figuran importantes periodistas, escritores, artistas y políticos como Ana Amélia Lemos, Moacyr Scliar, Luis Fernando Verissimo, Luís Augusto Fischer, Cláudia Laitano, Martha Medeiros, Nei Lisboa, Nico Fagundes, Paulo Sant'Ana, Ruy Carlos Ostermann y Olyr Zavaschi, entre otros.